# Елія Петина
Елія Петина або ще Елія Пецина  (лат. Aelia Paetina) (8 — після 48) — друга дружина римського імператора Клавдія.

## Життєпис
Походила з роду нобілів Еліїв. Донька Секста Елія Ката, консула 4 року. 
У ранньому віці Елія залишилася сиротою і була усиновлена Луцієм Сеєм Страбоном, батьком Луція Елія Сеяна.
У 28 стала другою дружиною Тіберія Клавдія Нерона, майбутнього імператора Клавдія. Цей шлюб був організований її зведеним братом Сеяном і відбувся на вимогу Тиберія. У 30 році у подружжя народилася донька, яка отримала ім'я Клавдія Антонія.
У жовтні 31 викрито заколот Луція Елія Сеяна і, за наказом Тиберія, було вбито Лівіллу, що була близька з Сіяном. А Лівілла була сестрою Клавдія, і останній, злякавшись родинних зв'язків із заколотниками, розлучився з Елією. Хоча багато істориків вважають, що причиною розлучення стало те, що шлюб із самого початку був фіктивним і Елія дратувала Клавдія своїми примхами. 
У 48 році, після страти своєї третьої дружини Мессаліни, Клавдій обмірковував можливість вдруге укласти шлюб з Петиною. Цю ідею підтримував його впливовий вільновідпущеник Нарцис. Проте, зрештою, Клавдій вирішив одружитися з Агріппіною. Подальша доля Петини не відома.